# Cardoria
Cardoria is een kevergeslacht uit de familie van de boktorren (Cerambycidae). De wetenschappelijke naam van het geslacht werd voor het eerst geldig gepubliceerd in 1862 door Mulsant.

## Soorten
Cardoria is monotypisch en omvat slechts de volgende soort:
- Cardoria scutellata (Fabricius, 1793)